# Kanton Le Robert-1 Sud
Kanton Le Robert-1 Sud (francouzsky Canton du Robert-1 Sud) byl francouzský kanton v departementu Martinik v regionu Martinik. Tvořila ho část obce Le Robert. Zrušen byl v roce 2015.